# Palazzo Zanca
Palazzo Zanca è la sede del Municipio di Messina e della giunta e consiglio comunale.

## Storia

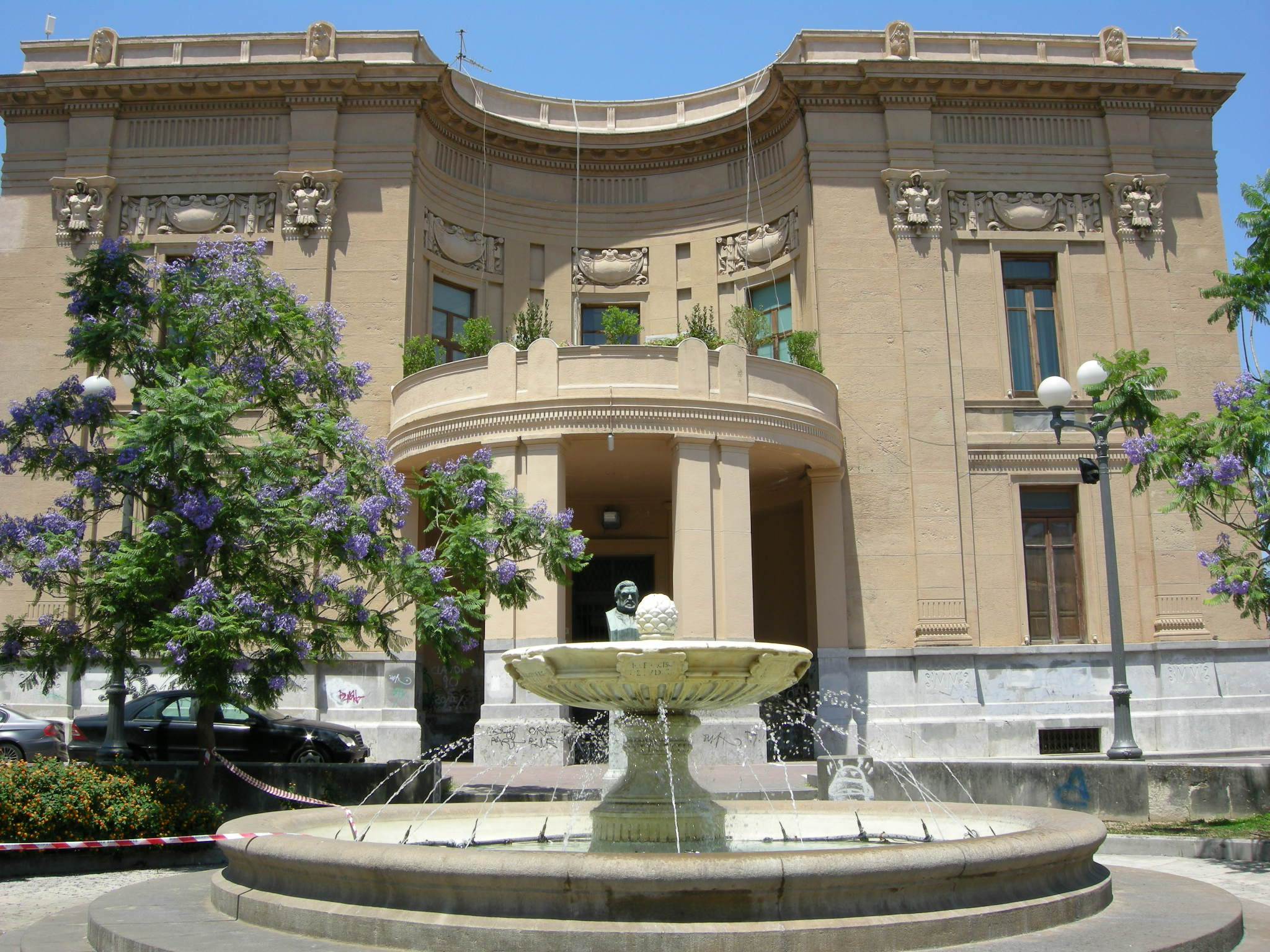
Fontana Senatoria del 1619.

Il primitivo Palazzo Comunale era inserito nel continuum di edifici del XVII secolo che costituivano la Palazzata di Simone Gullì, monumentale cornice al porto falcato.
L'edificio subì gravi danni dal terremoto del 1783.
Distrutto dal terremoto del 1908, i lavori di ricostruzione iniziarono nel dicembre del 1914 sotto la direzione dell'architetto palermitano Antonio Zanca e si conclusero nel 1924.
La costruzione è in stile neoclassico e si estende per una superficie di circa 12.000 m².

## Architettura
Nella facciata sono inserite alcune sculture legate alla simbologia cittadina e numerose lapidi che ricordano gli eventi più importanti: nel timpano la Regina del Peloro raffigurata con un tridente in mano fra due sirene sdraiate, allegoria di una città fortemente votata al commercio e agli intensi traffici mercantili ad esso connessi. Nel prospetto di via San Camillo sono collocati due bassorilievi raffiguranti Dina e Clarenza, mentre sul lato opposto, in via Consolato del Mare, un ingresso porticato con antistante la Fontana Senatoria del 1619. Il lato posteriore si affaccia su Corso Cavour e su piazza Antonello con un portico ornato da bassorilievi eseguiti da maestranze locali.
All'interno del Palazzo vi sono resti di cinta murarie della Magna Grecia.
- Aree e ambienti dedicati a scavi o esposizioni,
  - Scavi.
  - Antiquarium.
  - Museo della Vara. Mostra permanente sorta nel 2015, non sempre fruibile. Raccoglie: cimeli, stampe e incisioni d'epoca, litografie e cromolitografie, dipinti, riviste, pubblicazioni, gadget e documenti, prime pagine di quotidiani, medaglie e reperti della machina votiva (seggiolini, imbragature, elementi decorativi sostituiti).

- Piano Terra.
- Piano Nobile.
  - Salone delle Bandiere.
  - Sala della Giunta: nell'ambiente è collocata la grande tela raffigurante l'Ultima Cena, opera seicentesca di Alonso Rodriguez. Dipinto commissionato per la chiesa di Santa Maria di Gesù di Ritiro Inferiore, restaurato da Letterio Subba.

## Galleria d'immagini

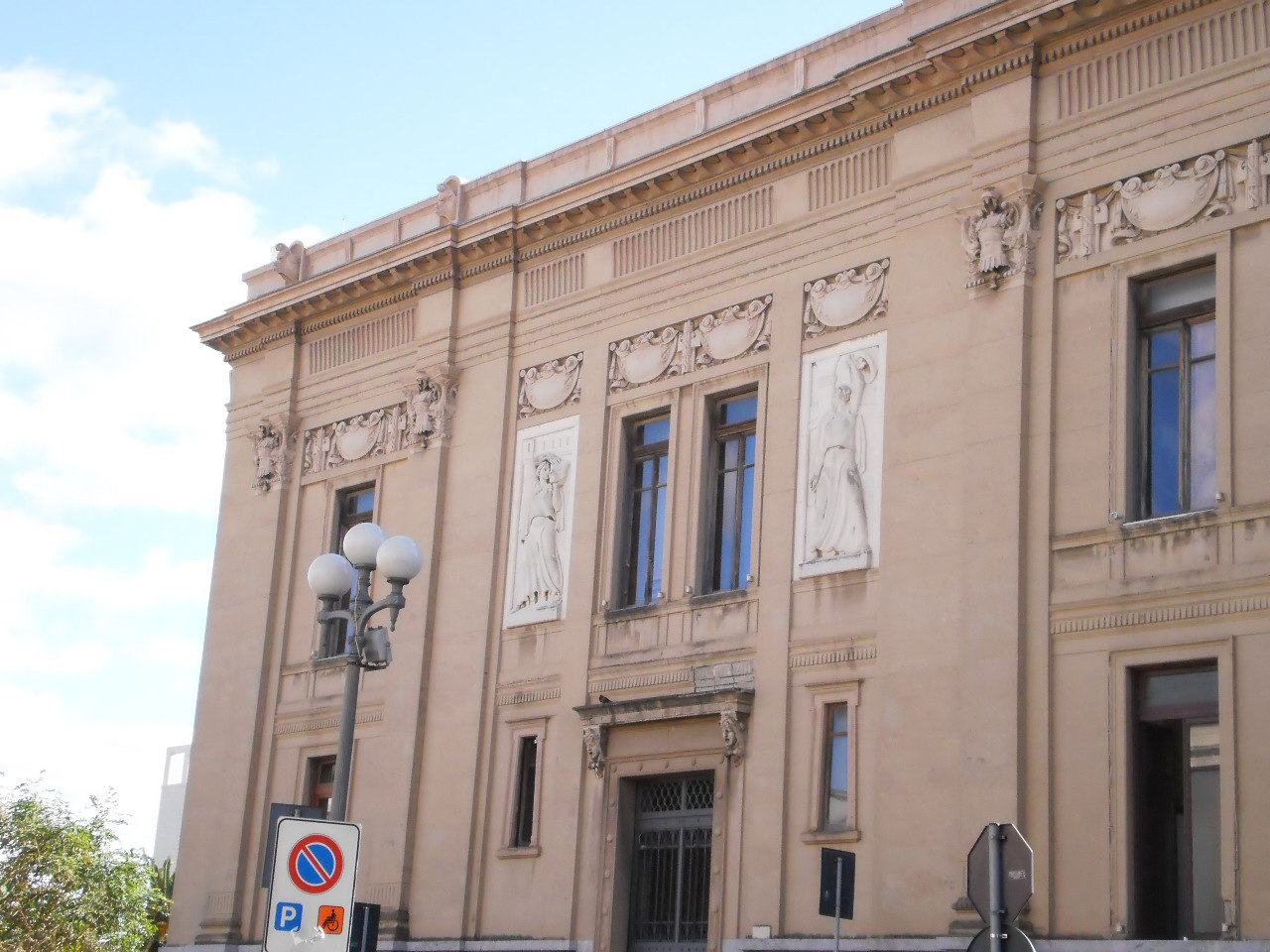
Bassorilievi raffiguranti Dina e Clarenza
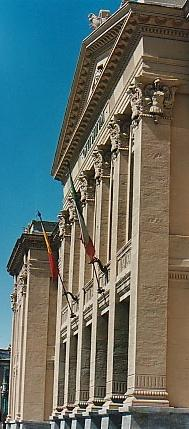
Facciata vista lateralmente
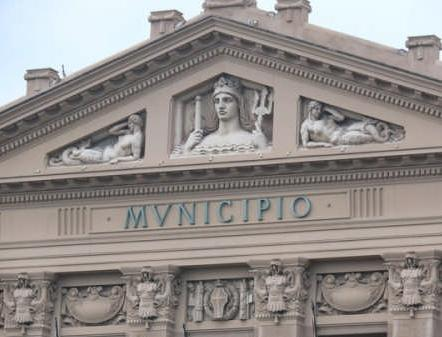
Particolare della facciata
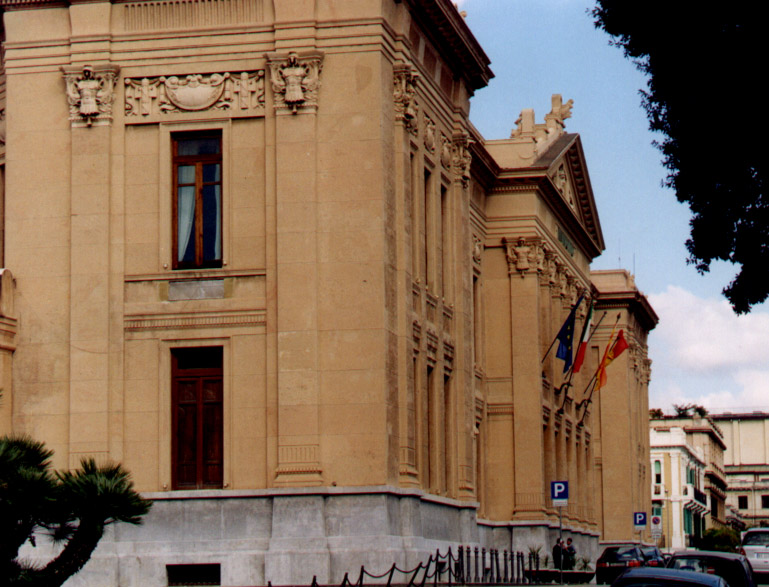
Sulla via dell'ingresso principale
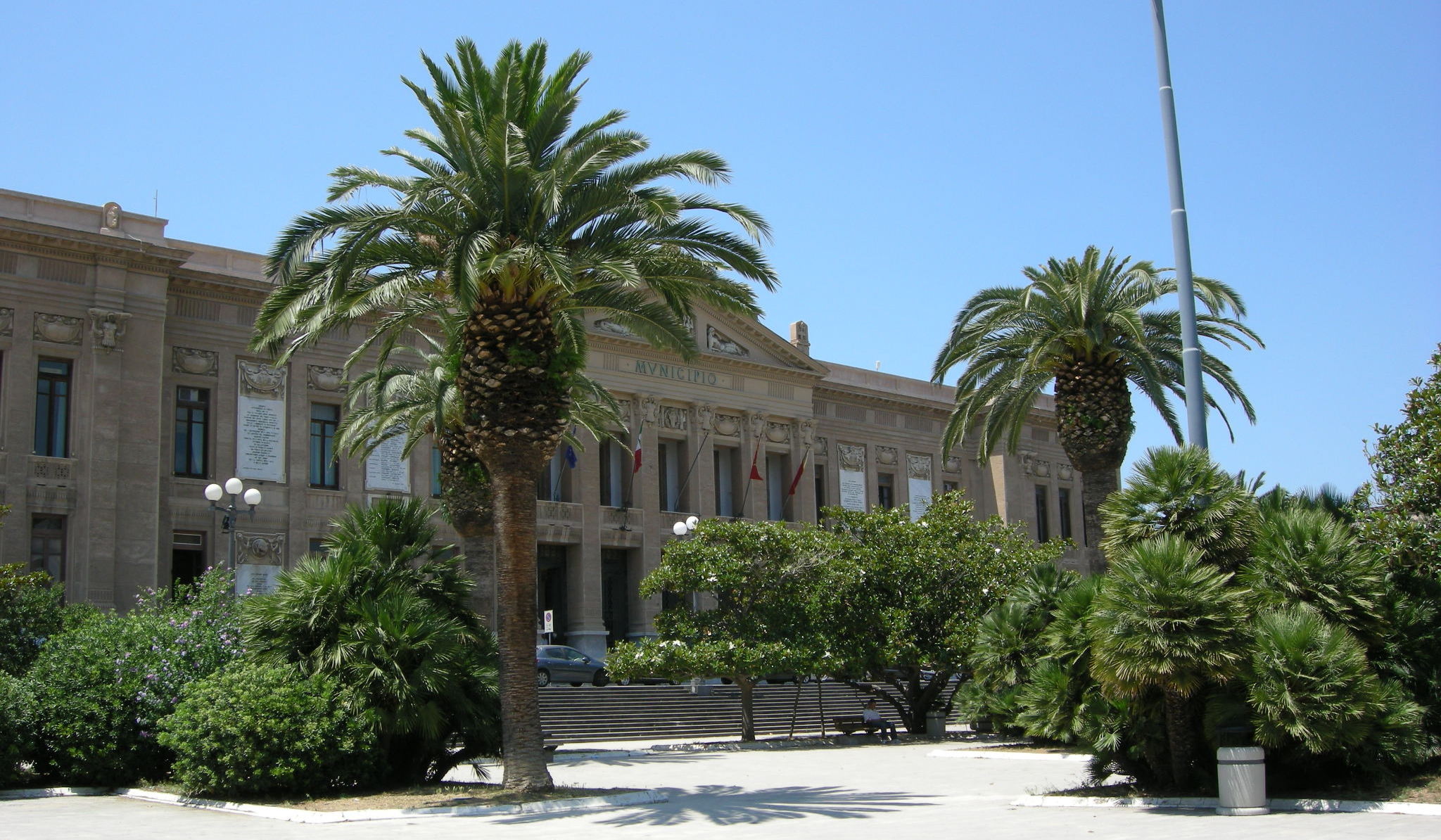
Prospetto visto dalla piazza